# Angelonia gardneri
Angelonia gardneri là một loài thực vật có hoa trong họ Mã đề. Loài này được Hook. mô tả khoa học đầu tiên năm 1839.